# Howie Schultz
Pour les articles homonymes, voir Schultz.
Howard Henry « Howie » Schultz, né le 3 juillet 1922, à Saint Paul, dans le Minnesota, décédé le 30 octobre 2009, à Chaska, dans le Minnesota, est un ancien joueur et entraîneur américain de basket-ball, évoluant durant sa carrière aux postes d'ailier fort et de pivot et un ancien joueur de baseball.

## Palmarès
- Champion NBL 1949
- Champion NBA 1952